# Дураццо, Марчелло (кардинал)
Марчелло Дураццо (итал. Marcello Durazzo; 6 марта 1633, Генуя, Генуэзская республика — 12 апреля 1710, Фаэнца, Папская область) — итальянский куриальный кардинал, папский дипломат и доктор обоих прав. Племянник кардинала Стефано Дураццо. Титулярный архиепископ Халкидонии с 4 мая 1671 по 2 сентября 1686. Апостольский нунций в Турине с 17 июня 1671 по 12 августа 1672. Апостольский нунций в Португалии с 12 апреля 1673 по 5 мая 1685. Апостольский нунций в Испании с 5 мая 1685 по 2 сентября 1686. Епископ-архиепископ Карпантры с 10 ноября 1687 по 27 ноября 1690. Епископ-архиепископ Феррары с 27 ноября 1690 по 27 августа 1691. Епископ-архиепископ Сполето с 27 августа 1691 по 7 февраля 1695. Епископ-архиепископ Фаэнцы с 11 ноября 1697 по 12 апреля 1710. Кардинал-священник со 2 сентября 1686, с титулом церкви Санта-Приска с 14 ноября 1689 по 21 февраля 1701. Кардинал-священник с титулом церкви Сан-Пьетро-ин-Винколи с 21 февраля 1701 по 12 апреля 1710.